# 忱蛤属
忱蛤属（学名：Pulvinus）是樱蛤科下的一个属。

## 下属物种
本属包括以下物种：
- 忱蛤 Pulvinus micans (Hanley, 1844)